# Dirichletsche Etafunktion

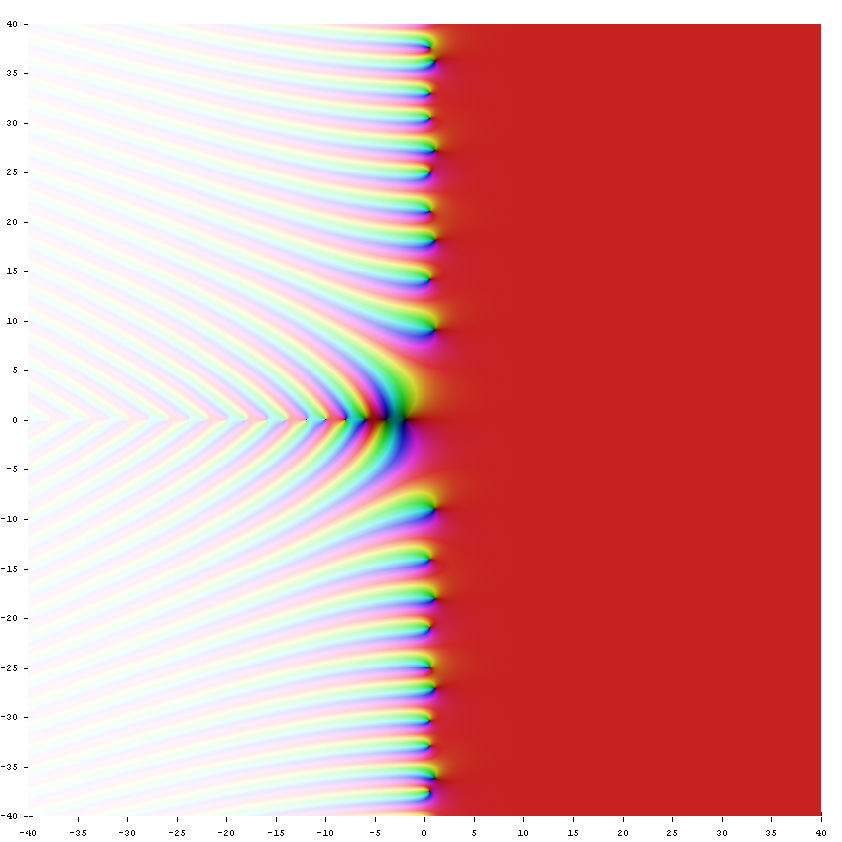
Die Dirichletsche -Funktion in der komplexen Zahlenebene.

In der analytischen Zahlentheorie ist die Dirichletsche η-Funktion eine spezielle Funktion, die nach dem deutschen Mathematiker Dirichlet (1805–1859) benannt ist. Sie ist verwandt mit der Riemannschen {\displaystyle \zeta }-Funktion.
Sie wird mit dem kleinen griechischen Buchstaben eta ({\displaystyle \eta }) notiert; die Dedekindsche η-Funktion, eine Modulform, wird ebenfalls so bezeichnet.

## Definition
Die Dirichletsche {\displaystyle \eta }-Funktion ist für alle komplexen {\displaystyle s} mit Realteil größer als 0 definiert über die Dirichletreihe:
{\displaystyle \eta (s)=\sum _{n=1}^{\infty }{\frac {(-1)^{n-1}}{n^{s}}}=1-{\frac {1}{2^{s}}}+{\frac {1}{3^{s}}}-{\frac {1}{4^{s}}}+{\frac {1}{5^{s}}}-+\cdots .}
Obwohl die Gültigkeit dieses Ausdrucks auf komplexe Zahlen mit positivem Realteil beschränkt ist, bildet er die Ausgangsbasis für alle Darstellungen der {\displaystyle \eta }-Funktion. Sie kann auf die ganze komplexe Zahlenebene analytisch fortgesetzt werden, was eine Berechnung der {\displaystyle \eta }-Funktion für alle beliebigen {\displaystyle s} gewährleistet.

## Euler-Produkt
Ihre zahlentheoretische Bedeutung erhält die {\displaystyle \eta }-Funktion durch ihre Verbindung zu den Primzahlen, die sich für {\displaystyle \operatorname {Re} s>1} formelhaft durch das Euler-Produkt
{\displaystyle \eta (s)=\left(1-{\frac {1}{2^{s-1}}}\right)\prod _{p\ \mathrm {prim} }{\frac {1}{1-{\frac {1}{p^{s}}}}}=\left(1-{\frac {1}{2^{s-1}}}\right)\cdot {\frac {1}{(1-{\frac {1}{2^{s}}})(1-{\frac {1}{3^{s}}})(1-{\frac {1}{5^{s}}})\cdots }}}
ausdrücken lässt.

## Funktionalgleichung
In ganz {\displaystyle \mathbb {C} } gilt die Identität:
{\displaystyle \eta (1-s)={\frac {2^{s}-1}{1-2^{s-1}}}\pi ^{-s}\cos \left({\frac {\pi s}{2}}\right)\Gamma (s)\eta (s).}

## Verbindung zur Riemannschen ζ-Funktion
Die Funktionalgleichung zwischen Dirichletscher {\displaystyle \eta } und Riemannscher {\displaystyle \zeta }-Funktion lässt sich aus den Dirichletreihendarstellungen beider Funktionen gewinnen. Der {\displaystyle \eta }-Ausdruck wird durch Addition weiterer Dirichletreihen transformiert zu:
{\displaystyle \eta (s)+2\sum _{n=1}^{\infty }{\frac {1}{(2n)^{s}}}=\eta (s)+{\frac {2}{2^{s}}}\zeta (s)=\sum _{n=1}^{\infty }{\frac {1}{n^{s}}}=\zeta (s).}
Daraus folgt der Zusammenhang:
{\displaystyle \eta (s)=(1-2^{1-s})\cdot \zeta (s),}
der in ganz {\displaystyle \mathbb {C} } Gültigkeit behält.

## Weitere Darstellungen

### Integraldarstellung
Eine Integraldarstellung für alle {\displaystyle \operatorname {Re} s>0} enthält die Gammafunktion {\displaystyle \Gamma (s)} und lautet:
{\displaystyle \eta (s)={\frac {1}{\Gamma (s)}}\int \limits _{0}^{\infty }{\frac {x^{s-1}}{e^{x}+1}}{\mathrm {d} x}}.
Dies kann als Mellin-Transformation von {\displaystyle {\tfrac {1}{e^{x}+1}}} verstanden werden.
Gültig für alle {\displaystyle s\in \mathbb {C} } sind diese beiden Formeln:
{\displaystyle \eta (s)=\left({\dfrac {1}{2}}-2^{-s}\right){\biggl \{}{\frac {s+1}{s-1}}+\int _{0}^{\infty }{\frac {4\sin[s\arctan(x)]}{(x^{2}+1)^{s/2}(e^{2\pi x}-1)}}\,\mathrm {d} x{\biggr \}}}
{\displaystyle \eta (s)={\frac {1}{2}}+\int _{0}^{\infty }{\frac {\sin[s\arctan(x)]}{(x^{2}+1)^{s/2}\sinh(\pi x)}}\,\mathrm {d} x}
Beide Formeln wurden durch den Mathematiker Niels Henrik Abel entdeckt und in seinem Werk Solution de quelques problèmes à l’aide d’intégrales définies ausführlich behandelt. Diese beiden Formeln stellen zwei Spezialfälle der generellen Abel-Plana-Summenformel dar. Die erste Formel resultiert direkt aus der von den Mathematikern Borwein, Bradley und Crandall behandelten Formel für die Riemannsche Zetafunktion, welche sie in ihrem Werk Computational strategies for the Riemann zeta function untersuchten. Die zweite Formel entsteht durch Mellin-Transformation der alternierenden Differenzdarstellung für die Dirichletsche Etafunktion nach dem Muster der Abel-Plana-Formel. Mit dem Sekans Hyperbolicus kann diese Darstellung hervorgerufen werden:
{\displaystyle \eta (s)={\frac {2^{s-1}}{\Gamma (s+1)}}\int _{0}^{\infty }x^{s}\operatorname {sech} (x)^{2}\,\mathrm {d} x}
Außerdem gilt dieses Doppelintegral über die Potenzen des natürlichen Logarithmus:
{\displaystyle \eta (s)={\frac {1}{\Gamma (s)}}\int \limits _{0}^{1}\int \limits _{0}^{1}{\frac {1}{1+xy}}\ln \left({\frac {1}{xy}}\right)^{s-2}\;\mathrm {d} x\,\mathrm {d} y}

### Reihendarstellung
Eine in ganz {\displaystyle \mathbb {C} } konvergente Reihe ergibt sich mit Hilfe der eulerschen Reihentransformation:
{\displaystyle \eta (s)=\sum _{n=0}^{\infty }{\frac {1}{2^{n+1}}}\sum _{k=0}^{n}(-1)^{k}{n \choose k}{\frac {1}{(k+1)^{s}}}.}

### Produktdarstellung
Für alle {\displaystyle s\in \mathbb {C} } konvergiert das Hadamard-Produkt, benannt nach seinem Entdecker Jacques Hadamard:
{\displaystyle \eta (s)={\frac {1-2^{1-s}}{2(s-1)\,\Gamma (1+s/2)}}e^{(\ln(2\pi )-1-\gamma /2)s}\prod _{\rho }\left(1-{\frac {s}{\rho }}\right)e^{s/\rho }.}
Es erstreckt sich über alle nicht-trivialen Nullstellen {\displaystyle \rho } der {\displaystyle \eta }-Funktion und leitet sich einfach aus dem Hadamard-Produkt der Zeta-Funktion ab.

## Werte

### Etafunktionswerte von negativen ganzen Zahlen
Es gilt:
{\displaystyle \eta (0)={\tfrac {1}{2}}}
{\displaystyle \eta (-1)={\tfrac {1}{4}}}
Für natürliche {\displaystyle k} gilt mit den Bernoulli-Zahlen {\displaystyle B_{k}}
{\displaystyle \eta (1-k)={\frac {2^{k}-1}{k}}B_{k}}

### Basler Problem
Der Wert η(2) ergibt π²/12 und steht mit dem Basler Problem im Zusammenhang.
Mit dem Satz von Fubini kann dieser Wert bewiesen werden:
{\displaystyle \eta (2)=\sum _{n=1}^{\infty }(-1)^{n-1}{\frac {1}{n^{2}}}=\sum _{n=1}^{\infty }\int _{0}^{1}(-1)^{n-1}{\frac {1}{n}}{x}^{n-1}\,\mathrm {d} x=\int _{0}^{1}\sum _{n=1}^{\infty }(-1)^{n-1}{\frac {1}{n}}{x}^{n-1}\,\mathrm {d} x=}
{\displaystyle =\int _{0}^{1}{\frac {1}{x}}\ln(x+1)\,\mathrm {d} x=\int _{0}^{1}\int _{0}^{1}{\frac {4}{3(x^{2}+2xy+1)}}+{\frac {2x}{3(x^{2}y+1)}}-{\frac {1}{3(xy+1)}}\,\mathrm {d} y\,\mathrm {d} x=}
{\displaystyle =\int _{0}^{1}\int _{0}^{1}{\frac {4}{3(x^{2}+2xy+1)}}+{\frac {2x}{3(x^{2}y+1)}}-{\frac {1}{3(xy+1)}}\,\mathrm {d} x\,\mathrm {d} y=\int _{0}^{1}{\frac {\pi -2\arcsin(y)}{3{\sqrt {1-y^{2}}}}}\,\mathrm {d} y={\frac {\pi ^{2}}{12}}}

### Etafunktion und Bernoulli-Zahlen
Für gerade Argumente {\displaystyle 2n=2,4,6,8,\dots } gilt die allgemeine Formel:
{\displaystyle \eta (2n)=(-1)^{n+1}{\frac {2^{2n-1}-1}{(2n)!}}B_{2n}\pi ^{2n}}
Somit lässt sich der Zahlenwert von {\displaystyle \eta (2n)} stets in der Form
{\displaystyle \eta (2n)={\frac {p_{n}}{q_{n}}}\pi ^{2n}}
schreiben, wobei {\displaystyle p_{n}} und {\displaystyle q_{n}} zwei positive ganze Zahlen bezeichnen.
| 2n | pn          | qn                    | {\displaystyle \eta (2n)} |
| -- | ----------- | --------------------- | ------------------------- |
| 2  | 1           | 12                    | 0,82246703342411321823…   |
| 4  | 7           | 720                   | 0,94703282949724591757…   |
| 6  | 31          | 30240                 | 0,98555109129743510409…   |
| 8  | 127         | 1209600               | 0,99623300185264789922…   |
| 10 | 73          | 6842880               | 0,99903950759827156563…   |
| 12 | 1414477     | 1307674368000         | 0,99975768514385819085…   |
| 14 | 8191        | 74724249600           | 0,99993917034597971817…   |
| 16 | 16931177    | 1524374691840000      | 0,99998476421490610644…   |
| 18 | 5749691557  | 5109094217170944000   | 0,99999618786961011347…   |
| 20 | 91546277357 | 802857662698291200000 | 0,99999904661158152211…   |

Die ersten Werte für ungerade Argumente sind
{\displaystyle \eta (1)=\ln 2} (die alternierende harmonische Reihe)
{\displaystyle \eta (3)={\frac {3}{4}}\zeta (3)}
{\displaystyle \eta (5)={\frac {15}{16}}\zeta (5).}

## Nullstellen
Aus der Relation
{\displaystyle \eta (s)=(1-2^{1-s})\cdot \zeta (s)}
ist leicht zu folgern, dass {\displaystyle \eta (s)} sowohl für alle {\displaystyle m\in \mathbb {Z} \setminus \{0\}} bei {\displaystyle s_{m}=1+{\tfrac {2\pi mi}{\ln 2}}}, als auch zusätzlich an denselben Stellen wie {\displaystyle \zeta (s)} verschwindet. Dazu gehören sowohl die sogenannten „trivialen“ Nullstellen bei {\displaystyle s=-2,-4,-6,-8,\dots }, also
{\displaystyle \eta (-2)=\eta (-4)=\eta (-6)=\eta (-8)=\cdots =0,}
als auch die „nicht-trivialen“ Nullstellen im Streifen {\displaystyle \{s\in \mathbb {C} |0<\operatorname {Re} s<1\}}.
Die berühmte und bis heute unbewiesene Riemannsche Vermutung besagt, dass alle nicht-trivialen Nullstellen den Realteil 1/2 besitzen.

## Ableitung

### Ableitungsidentität mit der Zeta-Ableitung
Die Ableitung der {\displaystyle \eta }-Funktion kann für {\displaystyle \operatorname {Re} s>0} wieder als Dirichletreihe dargestellt werden:
{\displaystyle \eta '(s)=\sum _{n=2}^{\infty }(-1)^{n}{\frac {\ln n}{n^{s}}}.}
Ein geschlossener Ausdruck für alle komplexen Zahlen {\displaystyle s\in \mathbb {C} } kann über die Ableitung der Riemannschen Zetafunktion ausgedrückt werden:
{\displaystyle \eta '(s)={\frac {\mathrm {d} }{\mathrm {d} s}}(1-2^{1-s})\zeta (s)={\frac {}{}}2^{1-s}(\ln 2)\zeta (s)+(1-2^{1-s})\zeta ^{\prime }(s),}
Diese Formel kann unter Anwendung der Produktregel gewonnen werden.

### Ableitungsidentitäten mit der Abel-Plana-Formel
Eine zu dieser Formel äquivalente und somit ebenso geschlossen für alle komplexen Zahlen {\displaystyle s\in \mathbb {C} } gültige Formel kann erneut mit der Mellin-Transformation beziehungsweise als Derivat der Abel-Plana-Summenformel hervorgebracht werden:
{\displaystyle \eta '(s)={\frac {\mathrm {d} }{\mathrm {d} s}}{\biggl \{}{\frac {1}{2}}+\int _{0}^{\infty }{\frac {\sin[s\arctan(x)]}{(x^{2}+1)^{s/2}\sinh(\pi x)}}\,\mathrm {d} x{\biggr \}}}
{\displaystyle \eta '(s)=\int _{0}^{\infty }{\frac {2\arctan(x)\cos[s\arctan(x)]-\ln(x^{2}+1)\sin[s\arctan(x)]}{2(x^{2}+1)^{s/2}\sinh(\pi x)}}\,\mathrm {d} x}
Diese Formeln entstehen nach dem Muster, welches von Niels Henrik Abel in seinem genannten Werk beschrieben wurde. Analog hierzu kann auch mit der Abel-Plana-Formel aus dem Werk von Borwein, Bradley und Crandall dieses Verfahren durchgeführt werden, welche die Dirichletsche Etafunktion als das Produkt der Riemannschen Zetafunktion mit einer Potenzfunktion zur Basis Zwei darstellt. Bei dieser Ableitung werden somit Zweierpotenzfunktionen abgeleitet und somit wird der Natürliche Logarithmus von Zwei als Vorfaktor bei den Summanden hervorgebracht:
{\displaystyle \eta '(s)={\frac {\mathrm {d} }{\mathrm {d} s}}{\biggl \langle }{\biggl (}{\dfrac {1}{2}}-2^{-s}{\biggr )}{\biggl \{}{\frac {s+1}{s-1}}+\int _{0}^{\infty }{\frac {4\sin[s\arctan(x)]}{(1+x^{2})^{s/2}[\exp(2\pi x)-1]}}\,\mathrm {d} x{\biggr \}}{\biggr \rangle }}
{\displaystyle \eta '(s)={\frac {2^{-s}(s^{2}-1)\ln(2)+2^{1-s}-1}{(s-1)^{2}}}\,+}
{\displaystyle +\int _{0}^{\infty }{\frac {(2-2^{2-s})\arctan(x)\cos[s\arctan(x)]+[2^{2-s}\ln(2)-(1-2^{1-s})\ln(x^{2}+1)]\sin[s\arctan(x)]}{(1+x^{2})^{s/2}[\exp(2\pi x)-1]}}\,\mathrm {d} x}

### Rechenbeispiele für die Ableitung
Rechenbeispiel für s = 0:
{\displaystyle \eta '(0)=\int _{0}^{\infty }{\frac {\arctan(x)}{\sinh(\pi x)}}\,\mathrm {d} x={\frac {1}{2}}\ln \left({\frac {\pi }{2}}\right)\approx 0{,}2257913526447274323630976}
Alternativ hierzu kann dieses Verfahren mit der Formel nach Borwein, Bradley und Crandall angewendet werden:
{\displaystyle \eta '(0)=1-\ln(2)+\int _{0}^{\infty }{\frac {-2\arctan(x)}{\exp(2\pi x)-1}}\,\mathrm {d} x={\frac {1}{2}}\ln \left({\frac {\pi }{2}}\right)}
Rechenbeispiel für {\displaystyle s=1}:
{\displaystyle \eta '(1)=\int _{0}^{\infty }{\frac {2\arctan(x)-x\ln(x^{2}+1)}{2(x^{2}+1)\sinh(\pi x)}}\,\mathrm {d} x=\gamma \ln(2)-{\frac {1}{2}}\ln(2)^{2}\approx 0{,}15986890374243097175694787}
Alternativ hierzu kann dieses Verfahren angewendet werden:
{\displaystyle \eta '(1)={\biggl [}\lim _{s\rightarrow 1}{\frac {2^{-s}(s^{2}-1)\ln(2)+2^{1-s}-1}{(s-1)^{2}}}{\biggr ]}+\int _{0}^{\infty }{\frac {2\ln(2)\sin[\arctan(x)]}{(x^{2}+1)^{1/2}[\exp(2\pi x)-1]}}\,\mathrm {d} x=}
{\displaystyle ={\frac {1}{2}}{\bigl [}\ln(2)-\ln(2)^{2}{\bigr ]}+\int _{0}^{\infty }{\frac {2\ln(2)\sin[\arctan(x)]}{(x^{2}+1)^{1/2}[\exp(2\pi x)-1]}}\,\mathrm {d} x=}
{\displaystyle ={\frac {1}{2}}{\bigl [}\ln(2)-\ln(2)^{2}{\bigr ]}+\ln(2)\int _{0}^{\infty }{\frac {2\,x}{(x^{2}+1)[\exp(2\pi x)-1]}}\,\mathrm {d} x=}
{\displaystyle =\gamma \ln(2)-{\frac {1}{2}}\ln(2)^{2}}
Denn in Bezug auf die Euler-Mascheroni-Konstante gilt diese Identität:
{\displaystyle \int _{0}^{\infty }{\frac {2\,x}{(x^{2}+1)[\exp(2\pi x)-1]}}\,\mathrm {d} x=\gamma -{\frac {1}{2}}}
Die Integralformel bei dem Ausdruck für {\displaystyle \eta '(0)} nach dem Muster von Borwein, Bradley und Crandall kann mit Hilfe der Definition des Logarithmus Naturalis aus der Gammafunktion nach den britischen Mathematikern Edmund Taylor Whittaker und George Neville Watson hergeleitet werden:
{\displaystyle \ln {\bigl [}\Gamma (x){\bigr ]}={\bigl (}x-{\frac {1}{2}}{\bigr )}\ln(x)-x+{\frac {1}{2}}\ln(2\pi )+2x\int _{0}^{\infty }{\frac {\arctan(y)}{\exp(2\pi xy)-1}}\,\mathrm {d} y}

### Ableitungsidentität mit der Digammafunktion
Eine weitere Formel für {\displaystyle s>-1} kann mit Hilfe der Digammafunktion hergeleitet werden. 
Es gilt folgende Ableitung für die Gammafunktion:
{\displaystyle {\frac {\mathrm {d} }{\mathrm {d} s}}\Gamma (s+1)=\Gamma (s+1)\,\psi (s+1)}
Und es gilt dann:
{\displaystyle \eta '(s)={\frac {\mathrm {d} }{\mathrm {d} s}}{\biggl [}{\frac {2^{s-1}}{\Gamma (s+1)}}\int _{0}^{\infty }x^{s}\operatorname {sech} (x)^{2}\,\mathrm {d} x{\biggr ]}}
{\displaystyle \eta '(s)={\frac {2^{s-1}}{\Gamma (s+1)}}\int _{0}^{\infty }x^{s}\operatorname {sech} (x)^{2}[\ln(2x)-\psi (s+1)]\,\mathrm {d} x}

## Stammfunktion
Die Ursprungsstammfunktion der Dirichletschen Etafunktion hat diese Identität:
{\displaystyle \eta (s)={\frac {1}{2}}+\int _{0}^{\infty }{\frac {\sin[s\arctan(x)]}{(x^{2}+1)^{s/2}\sinh(\pi x)}}\,\mathrm {d} x}
{\displaystyle \int _{0}^{s}\eta (t)\,\mathrm {d} t={\frac {s}{2}}+\int _{0}^{\infty }{\frac {4(x^{2}+1)^{s/2}\arctan(x)-4\arctan(x)\cos[s\arctan(x)]-2\ln(x^{2}+1)\sin[s\arctan(x)]}{(x^{2}+1)^{s/2}[\ln(x^{2}+1)^{2}+4\arctan(x)^{2}]\sinh(\pi x)}}\,\mathrm {d} x}
Durch Integration der genannten Abel-Plana-Formel kann dieser Ausdruck hervorgebracht werden. Denn folgende Integralformel ist grundsätzlich gültig:
{\displaystyle \int _{0}^{s}{\frac {\sin(at)}{\exp(bt)}}\,\mathrm {d} t={\frac {a\exp(bs)-a\cos(as)-b\sin(as)}{(a^{2}+b^{2})\exp(bs)}}}
Durch Einsatz von {\displaystyle a=\arctan(x)} und {\displaystyle b=\ln(x^{2}+1)/2} erhält man direkt die zuvor gezeigte Formel.
Mit der genannten Stammfunktionsformel für die Dirichletsche Etafunktion gilt zum Beispiel:
{\displaystyle \int _{0}^{1}\eta (t)\,\mathrm {d} t={\frac {1}{2}}+\int _{0}^{\infty }{\frac {4(x^{2}+1)^{1/2}\arctan(x)-4\arctan(x)\cos[\arctan(x)]-2\ln(x^{2}+1)\sin[\arctan(x)]}{(x^{2}+1)^{1/2}[\ln(x^{2}+1)^{2}+4\arctan(x)^{2}]\sinh(\pi x)}}\,\mathrm {d} x=}
{\displaystyle ={\frac {1}{2}}+\int _{0}^{\infty }{\frac {4(x^{2}+1)\arctan(x)-4\arctan(x)-2\,x\ln(x^{2}+1)}{(x^{2}+1)[\ln(x^{2}+1)^{2}+4\arctan(x)^{2}]\sinh(\pi x)}}\,\mathrm {d} x\approx 0{,}60211234931037155497112632}

## Dirichletsche und Riemannsche Funktionen

### Verwandtschaften der Funktionen
Die Verwandtschaften von {\displaystyle \eta } zu der Dirichletschen {\displaystyle \lambda }-Funktion und der Riemannschen {\displaystyle \zeta }-Funktion werden durch folgende Formel zum Ausdruck gebracht:
{\displaystyle {\frac {\zeta (v)}{2^{v}}}={\frac {\lambda (v)}{2^{v}-1}}={\frac {\eta (v)}{2^{v}-2}}}
Deswegen gilt auch:
{\displaystyle \zeta (v)+\eta (v)=2\lambda (v).}
Die Dirichletsche eta-Funktion ist ein Spezialfall des Polylogarithmus, denn es gilt:
{\displaystyle \eta (x)=-\mathrm {Li} _{x}(-1).}
Damit ist sie auch ein Spezialfall der Lerchschen Zeta-Funktion:
{\displaystyle \eta (s)=\Phi (-1,s,1).}

### Erzeugungsalgorithmus
Zur Ermittlung der Dirichletschen Etafunktionswerte und Lambdafunktionswerte von geraden Zahlen dienen auch folgende zwei Formeln:
{\displaystyle \lambda (2n+2)={\frac {1}{n}}\sum _{m=1}^{n}\eta (2m)\lambda (2n+2-2m)}
{\displaystyle \eta (v)={\frac {2^{v}-2}{2^{v}-1}}\,\lambda (v)}
Auf diese Weise können kaskadenartig die Dirichletschen Etafunktionswerte hervorgebracht werden:
| Summe für die Ermittlung des Lambda-Wertes | Formel für den Eta-Wert                                                                 |
| --- | --------------------------------------------------------------------------------------- |
| {\displaystyle \lambda (4)=\eta (2)\lambda (2)={\frac {\pi ^{2}}{12}}\,{\frac {\pi ^{2}}{8}}={\frac {\pi ^{4}}{96}}} | {\displaystyle \eta (4)={\frac {14}{15}}\,\lambda (4)={\frac {7\pi ^{4}}{720}}}         |
| {\displaystyle \lambda (6)={\frac {1}{2}}{\bigl [}\eta (2)\lambda (4)+\eta (4)\lambda (2){\bigr ]}={\frac {1}{2}}\left({\frac {\pi ^{2}}{12}}\,{\frac {\pi ^{4}}{96}}+{\frac {7\pi ^{4}}{720}}{\frac {\pi ^{2}}{8}}\right)={\frac {\pi ^{6}}{960}}}                                                                             | {\displaystyle \eta (6)={\frac {62}{63}}\,\lambda (6)={\frac {31\pi ^{6}}{30240}}}      |
| {\displaystyle \lambda (8)={\frac {1}{3}}{\bigl [}\eta (2)\lambda (6)+\eta (4)\lambda (4)+\eta (6)\lambda (2){\bigr ]}={\frac {1}{3}}\left({\frac {\pi ^{2}}{12}}\,{\frac {\pi ^{6}}{960}}+{\frac {7\pi ^{4}}{720}}{\frac {\pi ^{4}}{96}}+{\frac {31\pi ^{6}}{30240}}{\frac {\pi ^{2}}{8}}\right)={\frac {17\pi ^{8}}{161280}}} | {\displaystyle \eta (8)={\frac {254}{255}}\,\lambda (8)={\frac {127\pi ^{8}}{1209600}}} |

Nach dem gezeigten Zick-Zack-Muster werden die Werte von Dirichletscher Etafunktion und Dirichletscher Lambdafunktion bei geraden Zahlen effizient erzeugt.

### Reihen mit den Dirichletschen Funktionen
Folgende Summe mit der Dirichletschen Etafunktion ergibt folgenden Wert: 
{\displaystyle \sum _{n=1}^{\infty }{\biggl [}{\frac {\eta (2n)}{2n}}-{\frac {\eta (2n+1)}{2n+1}}{\biggr ]}=\ln \left({\frac {4}{\pi }}\right)}
Die analoge Formel mit der Riemannschen Zetafunktion bringt die Euler-Mascheroni-Konstante hervor:
{\displaystyle \sum _{n=1}^{\infty }{\biggl [}{\frac {\zeta (2n)}{2n}}-{\frac {\zeta (2n+1)}{2n+1}}{\biggr ]}=\gamma }
Und mit der Dirichletschen Lambdafunktion entsteht folglich dieser Wert:
{\displaystyle \sum _{n=1}^{\infty }{\biggl [}{\frac {\lambda (2n)}{2n}}-{\frac {\lambda (2n+1)}{2n+1}}{\biggr ]}={\frac {1}{2}}\,\gamma +{\frac {1}{2}}\ln \left({\frac {4}{\pi }}\right)}
Dieses Resultat geht direkt durch arithmetische Mittelung hervor.